# Парламентарни избори у Грчкој 2015.
Парламентарни избори у Грчкој су одржани 25. јануара 2015. Изборе је добила Коалиција радикалне левице.
Избори су одржани ванредно због тога што ранији сазив парламента није био у стању да изабере председника републике.

## Резултати[2]
| Листе  | Листе                                                               | Гласови   | %      | Број мандата |
| ------ | ------------------------------------------------------------------- | --------- | ------ | ------------ |
|        | Коалиција радикалне левице (СИРИЗА)                                 | 2.246.064 | 36,34% | 149          |
|        | Нова демократија (НД)                                               | 1.718.815 | 27,81% | 76           |
|        | Златна зора (ХА)                                                    | 388.447   | 6,28%  | 17           |
|        | Река (То Потами)                                                    | 385.079   | 6,05%  | 17           |
|        | Комунистичка партија Грчке (ККЕ)                                    | 338.138   | 5,47%  | 15           |
|        | Независни Грци (АНЕЛ)                                               | 293.371   | 4,75%  | 13           |
|        | Панхеленски социјалистички покрет—Демократско сврставање (ПАСОК—ДП) | 289.482   | 4,68%  | 13           |
|        | Остали                                                              | 533.089   | 8,62%  | -            |
| Укупно | Укупно                                                              | 6.330.786 | 100%   | 300          |

## Реакције и формирање владе
Победа СИРИЗЕ је означила крај двопартијског система који је био де факто на снази од 1974. (када је пала Диктатура пуковника и обновљена демократија) и по којем су се на власти смењивали Нова демократија и Панхеленски социјалистички покрет. 
Лидер СИРИЗЕ Алексис Ципрас је формирао владу 26. јануара са Независним Грцима (десно оријентисана странка) на основу заједничког евроскептицизма и програма којим се одбијају решења (која су проузроковала драстично укидање социјалног стандарда) која су Грчкој наметнута од тзв. Тројке (Еврогрупа, Међународни монетарни фонд и Европска централна банка) ради смањивања грчког спољног дуга.